# Oříšek

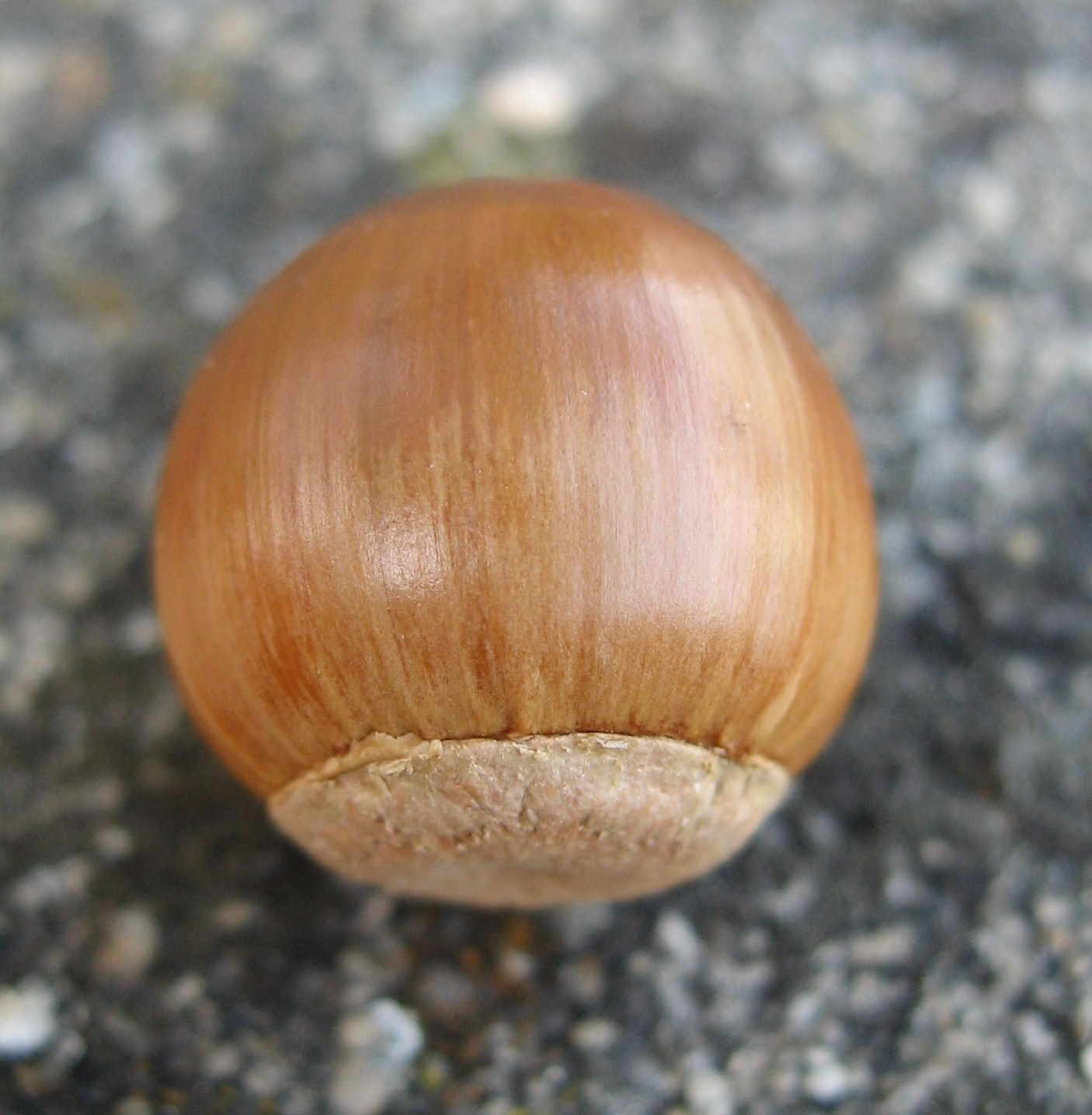
Lískový oříšek

Oříšek (nux) je v botanickém názvosloví typ pravého plodu. Jako oříšek se plod klasifikuje, pokud jsou splněny tyto podmínky:
1. suchý s tvrdým oplodím (zdřevnatělý semeník)
2. jednosemenný (někdy se připouští i dvousemenný), tvořený jedním nebo dvěma plodolisty
3. osemení se jen volně dotýká oplodí, není srostlé
4. jde o plod nepukavý

Oříšky jsou např. plody lísky (lískové oříšky), lípy či některých stromů a keřů z čeledi ořešákovité (nikoli však samotný ořešák, jehož plody, tzv. vlašské ořechy, jsou z morfologického hlediska peckovicemi). Laicky se však jako „ořechy“ označují i plody, které přesně vzato nejsou oříšky, ale většinou patří mezi zmíněné peckovice (vlašský ořech, kokosový ořech, mandle). Burské oříšky (arašídy) jsou lusky podzemnice olejné.